# Крузовљево острво
Крузовљево острво (енгл. Kruzof Island) је острво САД које припада савезној држави Аљасци. Површина острва износи 435 ². Према попису из 2000. на острву је живело 0 становника.